# Leptostylopsis duvali
Leptostylopsis duvali là một loài bọ cánh cứng trong họ Cerambycidae.